# V (телесеріал, 2009)
«V» — американський науково-фантастичний телевізійний серіал, римейк серіалу 1983—1985 років. Показ — з 3 листопада 2009 року по 15 травня 2011 року на телеканалі ABC. Має два сезони, сюжет не завершений, адже 13 травня 2011 року ABC ухвалив рішення про закриття серіалу. Прем'єра «V» під назвою «Візитери» відбулася на українському каналі К1 у 2011 році.

## Зміст
Одного дня світ прокинувся і побачив, що над кожним містом зависли космічні кораблі. Прибульці, які називали себе візитерами, стверджуючи, що мають щиросерді наміри, пропонують землянам подарунки у вигляді медичних відкриттів і технологічних вдосконалень: «Ми прийшли з миром».
Але вони брешуть. Будучи антропоморфами замаскованими в людський шкіряний покрив, насправді вони є рептиліями-людожерами, для яких населення Землі лише ресурс. Вони планують поступове винищення планети та усунення з неї людства.
Агент ФБР Еріка Еванс єдною з перших знаходить докази, що «Ві» не такі вже й хороші.

## Актори
П'ята колона

- Елізабет Мітчелл — Еріка Еванс
- Моріс Честнат — Райан Ніколс
- Джоель Гретч — священик Джек Ландрі
- Чарлз Межер — Кайл Хоббс
- Марк Хілдрет — Джошуа

Візитери (не члени супротиву)
- Морена Баккарін — Анна, лідер V
- Лора Вандервурт — Ліза
- Крістофер Шайер — Маркус
- Алан Тьюдік — Дейл Меддокс

Інші герої

- Лурдес Бенедикто — Валері Стівенс
- Логан Хаффман — Тайлер, син Еріки
- Скотт Вулф — репортер Чед Деккер

## Список епізодів першого сезону
- Епізод 1 — 3 листопада 2009 року — Пілот (Pilot) — 14,3 млн глядачів(США)
- Епізод 2 — 10 листопада 2009 року — Нічого звичайного (There Is No Normal Anymore) — 10,7 млн
- Епізод 3 — 17 листопада 2009 року — Новий яскравий день (A Bright New Day) — 9,32 млн
- Епізод 4 — 24 листопада 2009 року — Це лише початок (It's Only the Beginning) — 9,20 млн
- Епізод 5 — 30 березня 2010 року — Ласкаво просимо на війну (Welcome to the War) — 7,03 млн
- Епізод 6 — 6 квітня 2010 року — Фунт плоті (Pound of Flesh) — 5,79 млн
- Епізод 7 — 13 квітня 2010 року — Джон Мей (John May) — 5,61 млн
- Епізод 8 — 20 квітня 2010 року — Ми не можемо перемогти (We Can't Win) — 5,81 млн
- Епізод 9 — 27 квітня 2010 року — Вилка Єретика (Heretic's Fork) — 4,87 млн
- Епізод 10 — 4 травня 2010 року — Серце і розум (Hearts and Minds) — 5,37 млн
- Епізод 11 — 11 травня 2010 року — Користування благами (Fruition) — 5,69 млн
- Епізод 12 — 18 травня 2010 року — Червоне небо (Red Sky) — 5,46 млн

## Другий сезон
- Другий сезон з'явився на телеканалі «ABC» 4 січня 2011 року.
- Другий сезон складається з 10 епізодів замість запланованих 13.
- Лурдес Бенедикто у другому сезоні не з'явилася, оскільки її героїню вбивають.
- Чарлз Межер (Кайл Хоббс) у другому сезоні увійшов в основний акторський склад серіалу.
- Джейн Бедлер з'явилася у другому сезоні у ролі Діани (матері Анни та лідера Ві).
- Зйомки другого сезону розпочалися 12 серпня 2010 року.

## Цікаві факти
1) Адреса складу, на якому відбувається перша зустріч «п'ятої колони» — 4400 Пірс Авеню. «4400» — це назва серіалу, режисером якого був Скотт Пітерс, сценарист і продюсер «V».

2) Раніше Морена Баккарін (Анна) і Алан Т'юдік (Дейл Меддокс) разом знімались у науково-фантастичному серіалі «Світлячок».

3) Джейн Бедлер, яка грала головну роль у серіалі 1983—1985 — лідера флоту прибульців Діану, у телесеріалі 2009—2011 виступила в ролі Діани — матері Анни.

## Нагороди
- 2010 рік — Saturn Awards, Найкраща актриса другого плану (Морена Баккарін)